# Dax (Star Trek)
Dax è un personaggio immaginario dell'universo fantascientifico di Star Trek. Dax è un simbionte Trill, di cui due suoi ospiti, Jadzia (Terry Farrell) ed Ezri (Nicole de Boer), sono protagonisti della serie televisiva Star Trek: Deep Space Nine.

## Storia del personaggio
Dax un simbionte Trill, una forma di vita che può vivere in simbiosi con un ospite umanoide Trill come specie unita. Ogni unione tra Dax e un ospite umanoide crea un nuovo e unico individuo, tuttavia ciascun individuo eredita le memorie e l'esperienza degli ospiti precedenti.
Dax è nato sul pianeta Trill nel 2018. Fino al 2374 Dax è stato sposato per sei volte: due mentre era unito a ospiti maschi (Tobin, Curzon) e quattro volte mentre era unito a ospiti femmine (Lela, Emony, Audrid, Jadzia). Dai matrimoni ha avuto in tutto nove figli (di cinque ne è madre e di quattro ne è padre). Per più di 200 anni Dax è stato docente di campo di numerosi iniziati Trill e durante questo periodo ha raccomandato il rifiuto di almeno 57 candidati Trill all'unione con un simbionte.

## Ospiti
Tutti gli ospiti di Dax sono stati personaggi importanti che hanno rispettato a pieno l'obbligo di fornire una vita il più possibile varia al loro simbionte. Sono stati inoltre personaggi importanti per il pianeta Trill.

### Lela
Lela, primo ospite di Dax, è una famosa legislatrice nel governo Trill. È la prima donna ad essere ammessa tra i membri del Consiglio; il suo supervisore è stato Jobel. Ha un figlio, Ahjess. Nella cerimonia dello Zhian'tara di Jadzia Dax nel 2371, Kira Nerys assume la memoria e la personalità di Lela; in quell'occasione Jadzia osserva che il suo modo di tenere le mani dietro la schiena potrebbe essere un comportamento ereditato da Lela da parte di Dax.

### Tobin
Tobin, secondo ospite di Dax, è un ingegnere e matematico brillante, ma estremamente timido le cui conoscenze della tecnologia a sub-impulso sono utili successivamente a Jadzia Dax. Tobin è stato l'unico ospite di Dax che cerca di coltivare la passione per la botanica, anche se con scarsi risultati. Tobin non ha molto successo con le donne. Ha due figli, uno dei quali si chiama Raifi. Riesce a fare dei giochi di prestigio e uno dei suoi hobby è quello di sviluppare delle dimostrazioni alternative all'ultimo teorema di Fermat.
Incontra il famoso poeta Cardassiano Iloja di Prim mentre quest'ultimo si trova in esilio su Vulcano. Nella cerimonia dello Zhian'tara di Jadzia Dax nel 2371, Miles O'Brien assume la memoria e la personalità di Tobin.

### Emony
Emony, terzo ospite di Dax e ginnasta di successo, migliora le sue capacità di coordinazione dopo l'unione. Nel 2245 si ipotizza abbia avuto una relazione romantica con Leonard McCoy, quando si reca sulla Terra per far parte di una giuria di una competizione ginnica all'università del Mississippi. Emony ha la strana abitudine di rilassarsi stando in posizione verticale con la testa appoggiata a terra e i piedi all'aria.
Nel rituale dello zhian'tara, Leeta assume la memoria e l personalità di Emony. (Un progetto iniziale prevedeva che a incarnare Emony dovesse essere Keiko Ishigawa, ma l'attrice che impersonava Keiko non era disponibile e si è dovuti ripiegare su Leeta).

### Audrid
Audrid, quarto ospite di Dax, è la direttrice della Commissione Simbiotica Trill e madre di 2 bambini, Neema e Gran. Quando la figlia Neema all'età di sei anni viene ricoverata per due settimane per un attacco di febbre rugalana, Audrid le legge per tutto il tempo tutti i diciassette volumi di Down the River Light, anche quando la piccola era in coma. Quindici anni dopo le due non si parlano più e non si vedono per altri otto anni.
Nel rituale dello zhian'tara, Quark assume le memorie e la personalità di Audrid; Quark è fortemente imbarazzato dagli istinti materni mostrati da Audrid e chiede a Jadzia di non rivelare a nessuno cosa sia successo mentre Audrid era nel corpo di lui.

### Torias
Torias, quinto ospite di Dax, nel quale è vissuto per meno di un anno, deceduto in un incidente con una navetta nel 2285. Era sposato con un'altra Trill, anch'essa unita a un simbionte, Kahn. Secondo le registrazioni ufficiali della Commissione Simbiotica, Torias rimane in coma per sei mesi prima di morire e quindi Dax venne impiantato in Curzon. In realtà Dax viene unito per sei mesi a Joran Belar. Torias ha un atteggiamento spensierato riguardo alla vita, che considera troppo corta per privarsi dei piaceri che offre. Si considera molto fortunato ad essere stato scelto per l'unione, in quanto il suo essere continuerà a esistere molto dopo la sua morte nella memoria di Dax.
Nella cerimonia dello Zhian'tara di Jadzia Dax nel 2371, Julian Bashir assume la memoria e la personalità di Torias.

### Joran Belar
Joran Belar, sesto ospite di Dax, è un rinomato musicista specializzato in pianoforte, diplomato in una delle migliori accademie musicali di Trill, come il fratello Yolad. Secondo le registrazioni della Commissione Simbiotica, è stato un candidato all'Unione con un simbionte, ma è stato espulso dal programma il secondo anno.
Nel 2371 si scopre che nel 2285 Joran è stato unito per sei mesi con Dax quando questi è stato espiantato da Torias in seguito alla sua morte causata da un incidente con uno shuttle. L'unione tra ospite e simbionte non è ottimale e Joran inizia a diventare più aggressivo e violento, nonostante il fatto che non si verifichi alcun rigetto da parte del simbionte per essere stato impiantato in un soggetto ritenuto non idoneo all'Unione. Dax viene rimosso da Joran alla morte dell'ospite; la Commissione Simbiotica cancella tutte le registrazioni dagli archivi riguardo all'unione di Dax con Joran; per quei sei mesi viene annotato che Torias rimane in coma per tutto il tempo e che il simbionte viene rimosso per essere impiantato in Curzon quando i livelli di isoboramina precipitano improvvisamente, mettendo in pericolo la vita del simbionte.
Joran è stato ucciso nel 2285 (in data stellare 8615.2) in seguito ad un incidente in cui ha assassinato il dottore che l'ha indicato come inidoneo all'Unione.
Per impedire agli ospiti successivi di venire a conoscenza dell'unione non autorizzata con Joran Belar viene attivato un blocco nella memoria del simbionte. Nel 2371 il blocco della memoria comincia a vacillare, mettendo a rischio la vita di Jadzia, l'ospite di Dax in quel momento; grazie alla rimozione del blocco nella memoria avvenuto su Trill, Jadzia venne a conoscenza dell'esistenza di Joran e scopre che il numero di Trill compatibili con l'unione con un simbionte è molto più alto di quello che la Commissione Simbiotica vuole far credere.
Nella cerimonia dello Zhian'tara di Jadzia Dax nel 2371, Benjamin Sisko assume la memoria e la personalità di Joran. Conoscendo la pericolosità dello stesso Joran, nel rituale Sisko viene rinchiuso in una cella dove, nonostante le misure di sicurezza prese, Joran/Sisko tenta comunque di assalire Jadzia Dax.

### Curzon
Curzon, settimo ospite di Dax, era anche un intimo amico di Benjamin Sisko. Era solito battere regolarmente Sisko a Juro-contro-colpo a mani nude. Egli insegnò al guardiamarina Sisko arte, scienze e diplomazia. Curzon disse a Sisko di stare sempre attento al suo caratteraccio, e una volta dovette stenderlo con un cazzotto per impedirgli di uccidere un Tenente Argosiano che gli aveva gettato un drink in faccia. Pare che provasse un perverso piacere ad assegnare a Sisko il compito di occuparsi degli ospiti di riguardo. Precedentemente Curzon ha ricoperto la carica di ambasciatore della Federazione presso l'Impero Klingon. Agli inizi della sua carriera diplomatica è uno dei promotori della pace con i Klingon e rappresenta la Federazione nei negoziati che precedono gli Accordi di Khitomer. È un fedele amico di Kor, Kang e Koloth, con i quali si unisce in un patto di sangue per vendicare l'assassinio dei figli dei tre guerrieri klingon avvenuto nel 2290 per mano dell'Albino.
Mentre fungeva da mediatore della Federazione, durante la guerra civile su Klaestron Quattro, si disse avesse ucciso il Generale Ardelon Tandro, di cui era un grande amico. Il decesso avvenne trenta anni prima del servizio di Jadzia Dax sulla stazione spaziale Deep Space Nine, ma lei comunque si farà carico delle accuse. Venne più tardi prosciolto da ogni accusa. Secondo Sisko, Curzon tendeva a prendere alla leggera la propria vita e le proprie responsabilità ed aveva più difetti del Trill medio; Curzon beveva troppo, e gli interessavano un po' troppo le donne. Un'affermazione corroborata dal fatto che ebbe una relazione con la moglie del suo migliore amico Tandro, Enina Tandro. Fu la confessione di questo fatto da parte di lei che lo discolpò dall'accusa di omicidio. Sisko e Curzon erano stati amici per sedici-diciotto anni prima della sua morte. Curzon muore nel 2367 su Risa in seguito al jamaharon con la sua amante Arandis. I suoi ultimi giorni prima di morire li trascorre in un letto di ospedale, urlando contro i dottori e gli amici che cercavano di tenerlo in vita. Quando alla fine muore, attorniato dalla sua famiglia riunita al capezzale, Dax viene rimosso da Curzon e impiantato nel nuovo ospite Jadzia.
Nel rituale dello Zhian'tara, il Conestabile Odo assume brevemente le memorie e la personalità di Curzon; a causa della natura di mutaforma dello stesso Odo, il trasferimento della personalità di Curzon nel corpo di Odo causa un cambiamento fisico nel conestabile, creando una sorta di ibrido Trill/Cambiante, e a un certo punto Curzon non vuole più rientrare in Dax; Jadzia dovrà sforzarsi per convincerlo a rientrare nel simbionte e ad abbandonare il corpo di Odo, e ci riuscirà dicendo, quando Curzon confessa a Jadzia di essere innamorato di lei, che anche lei era innamorata di lui e che i due potranno stare insieme, nello stesso corpo, tramite il simbionte Dax.

### Jadzia
Jadzia, ottavo ospite di Dax, era l'Ufficiale Scientifico Trill assegnato su Deep Space Nine nel 2369. Prima di diventare ospite, all'età di ventisei anni, aveva ottenuto ottime lauree in esobiologia, zoologia, astrofisica ed esoarcheologia. In precedenza, Dax, quando era nel corpo ospite di Curzon, un maschio, era intimo amico di Benjamin Sisko. Sisko la chiama ancora a volte "vecchio mio". Deve di continuo difendersi dagli approcci del Dottor Bashir, che si è innamorato di lei Nella sua primissima missione venne decorata da un Ammiraglio Vulcaniano.
Ha più di trecento anni di esperienza scientifica. La sua notevole capacità di concentrazione le permettono quasi di avere ragione di un rompicapo mentale altoniano su cui si sta esercitando da più di centoquaranta anni. Viene accusata dell'omicidio, avvenuto trent'anni prima, del Generale Ardelon Tandro, quando l'ospite era Curzon Dax, ed era mediatore della Federazione sul pianeta di Tandro Klaestron Quattro. Decide di rimanere leale e tace riguardo all'accusa per proteggere Enina Tandro, con cui Curzon Dax aveva avuto una relazione.
Nel 2374 sposa Worf con rito Klingon, ma muore nello stesso anno ferita a morte da un Pah-wraith entrato nel corpo di Gul Dukat.

### Ezri
Ezri Tigan, nono ospite di Dax, è assistente consigliere a bordo della nave stellare Destiny quando viene affidata alla nave la missione di portare il simbionte Dax sul pianeta natale per venire unito. Durante il viaggio le condizioni mediche di Dax peggiorano notevolmente e si rende necessaria l'unione con l'unica Trill presente e bordo, nonostante il guardiamarina Ezri non sia stata addestrata a ricevere il simbionte. Infatti il periodo di adattamento è particolarmente duro per Ezri. Dopo l'unione Ezri Dax viene trasferita sulla stazione Deep Space Nine in qualità di Consigliere e presto guadagna il grado di tenente.

### Verad
Verad fu rifiutato dalla Commissione Valutazione Simbiosi quale aspirante ospite, per l'unione con un simbionte trill. Sebbene il 90% degli aspiranti siano normalmente respinti, egli non accettò questa decisione e tentò di rubare il simbionte Dax da Jadzia Dax nel 2370. Fu quasi sul punto di riuscire a portare a termine il suo piano, nel quale si servì di Klingon mercenari per sequestrare la stazione Deep Space Nine e ordinò al personale medico di trasferire il simbionte da Jadzia nel suo corpo.
L'operazione chirurgica fu completata, ma il personale della stazione riprese il controllo della situazione e l'intervento chirurgico fu ripetuto al contrario, riportando il simbionte nel corpo di Jadzia prima che questo venisse irrimediabilmente danneggiato. Verad tentò di scappare nel Quadrante Gamma con la sua complice, Mareel, ma lei si rese conto che Verad Dax non era lo stesso uomo del quale prima si era innamorata, contribuendo così alla sua rovina. Sebbene la rimozione del simbionte lasciò Verad incapace d'intendere, Mareel promise di prendersi cura di lui per il resto della sua vita.

### Yedrin
È il dodicesimo ospite del simbionte Dax in una linea temporale alternativa. In questa linea, la USS Defiant con a bordo anche Jadzia Dax, naufragherà su un pianeta saltando indietro nel tempo di due secoli. Impossibilitati a tornare a casa e alla loro linea temporale, l'equipaggio colonizzerà il pianeta. Yedrin Dax afferma di essere l'ospite tre generazioni dopo Jadzia, è un giovane maschio Trill e, come tutti gli altri ospiti, è molto equilibrato, qualità rimarchevole poiché non ha potuto beneficiare degli insegnamenti della Commissione Simbiotica per prepararsi all'Unione; è discendente di Jadzia e Worf. Giustifica di avere macchie un po' sbiadite perché i geni Trill si sono un po' annacquati nel tempo, visto che Jadzia era l'unica della sua specie. Cesserà di esistere quando Sisko e gli altri ripristineranno la linea temporale, facendo in modo che il salto indietro nel tempo non avvenga.

## Interpreti
Il simbionte Dax è stato visto nella sua forma originaria nell'episodio della seconda stagione di Star Trek: Deep Space Nine, Il simbionte. Quando è unito ai suoi ospiti viene quindi interpretato dai relativi attori. Il sesto ospite Joran Belar, è stato interpretato da Jeff Magnus McBride e da Leigh J. McCloskey, il secondo doppiato in italiano da Massimo Lodolo; il settimo ospite Curzon, è stato interpretato da Frank Owen Smith; l'ottava ospite Jadzia è stata interpretata da Terry Farrell, doppiata in italiano da Roberta Pellini; la nona ospite Ezri è stata interpretata da Nicole de Boer, doppiata in italiano da Paola Majano. Varad, che si è temporaneamente unito a Dax contro la volontà di Jadzia e della Commissione Simbiotica di Trill, è stato interpretato da John Glover, doppiato in italiano da Giorgio Locuratolo.
Nel 2371 Jadzia Dax effettua il rituale Trill dello Zhian'tara che ha lo scopo di permetterle di incontrare i propri precedenti ospiti. Durante tale cerimonia, le personalità degli ospiti precedenti del Trill vengono temporaneamente trasferiti nei corpi di alcuni volontari, che nel caso di Jadzia Dax sono alcuni membri dell'equipaggio di Deep Space Nine. Durante la cerimonia i precedenti ospiti vengono così interpretati dagli attori ricorrenti della serie: Avery Brooks (che nella serie interpreta Benjamin Sisko) impersona Joran Dax; René Auberjonois (Odo) impersona Curzon Dax; Alexander Siddig (Julian Bashir) impersona Torias Dax; Colm Meaney (Miles O'Brien) impersona Tobin Dax; Armin Shimerman (Quark) impersona Audrid Dax; Nana Visitor (Kira Nerys), impersona Lela Dax; Chase Masterson (Leeta) impersona Emony Dax.
Nella realtà alternativa in cui la Defiant rimane bloccata indietro nel tempo, creando una nuova linea temporale, Yedrin Dax è interpretato dall'attore Gary Frank.

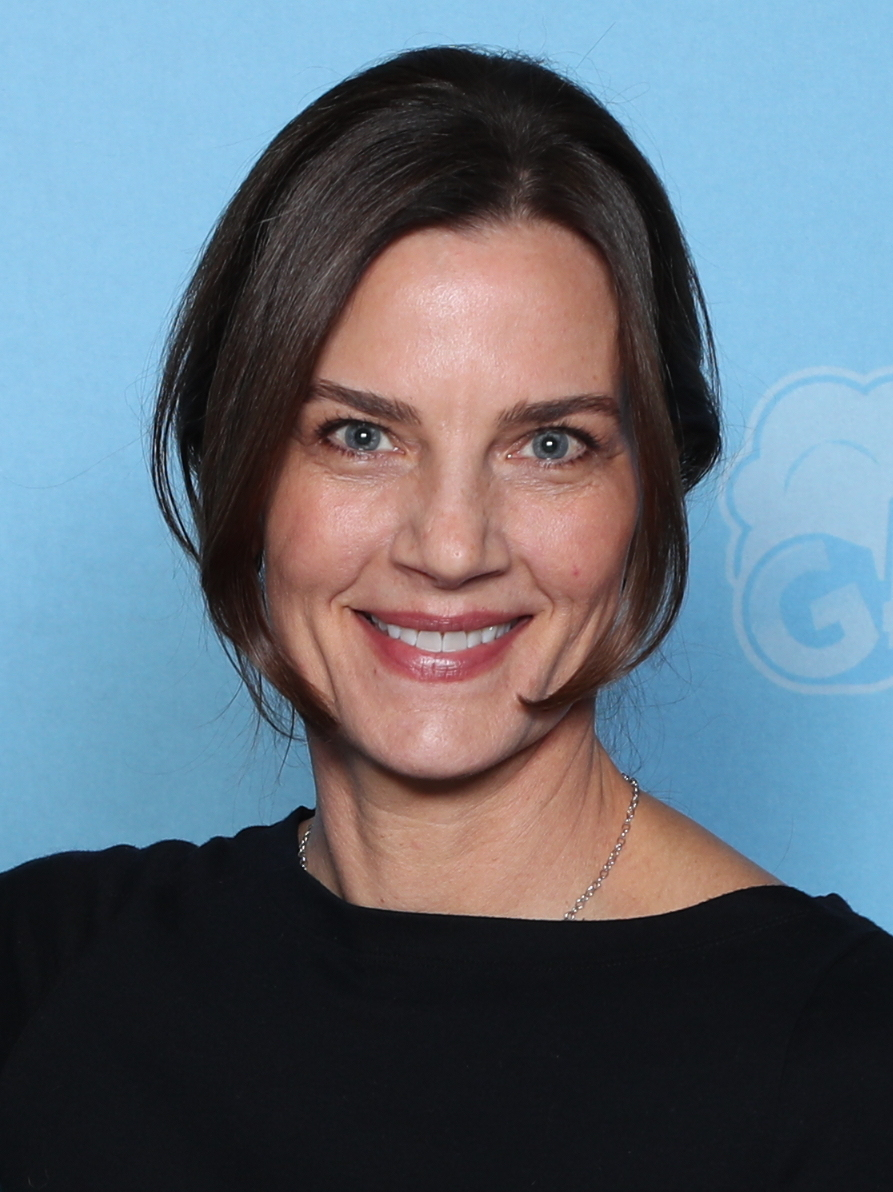
Terry Farrell, interprete di Jadzia Dax
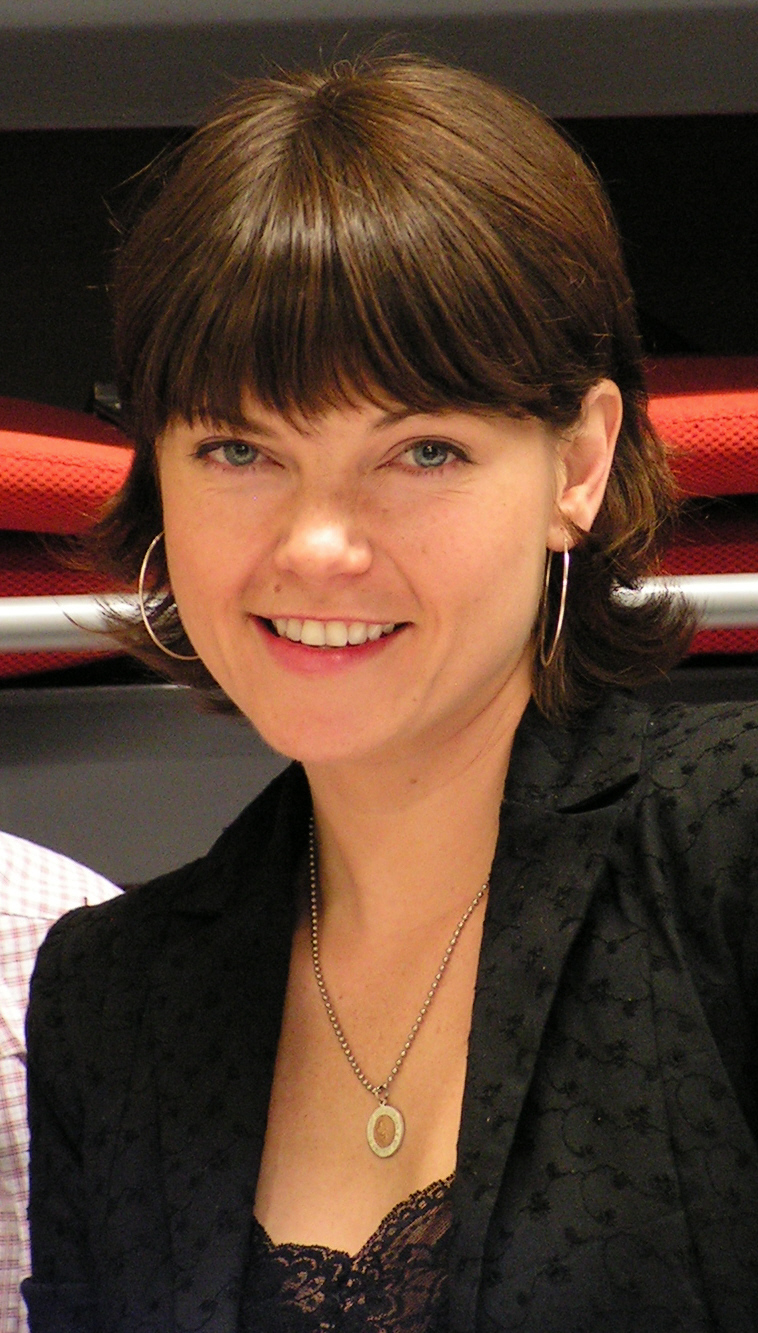
Nicole de Boer, interprete di Ezri Dax
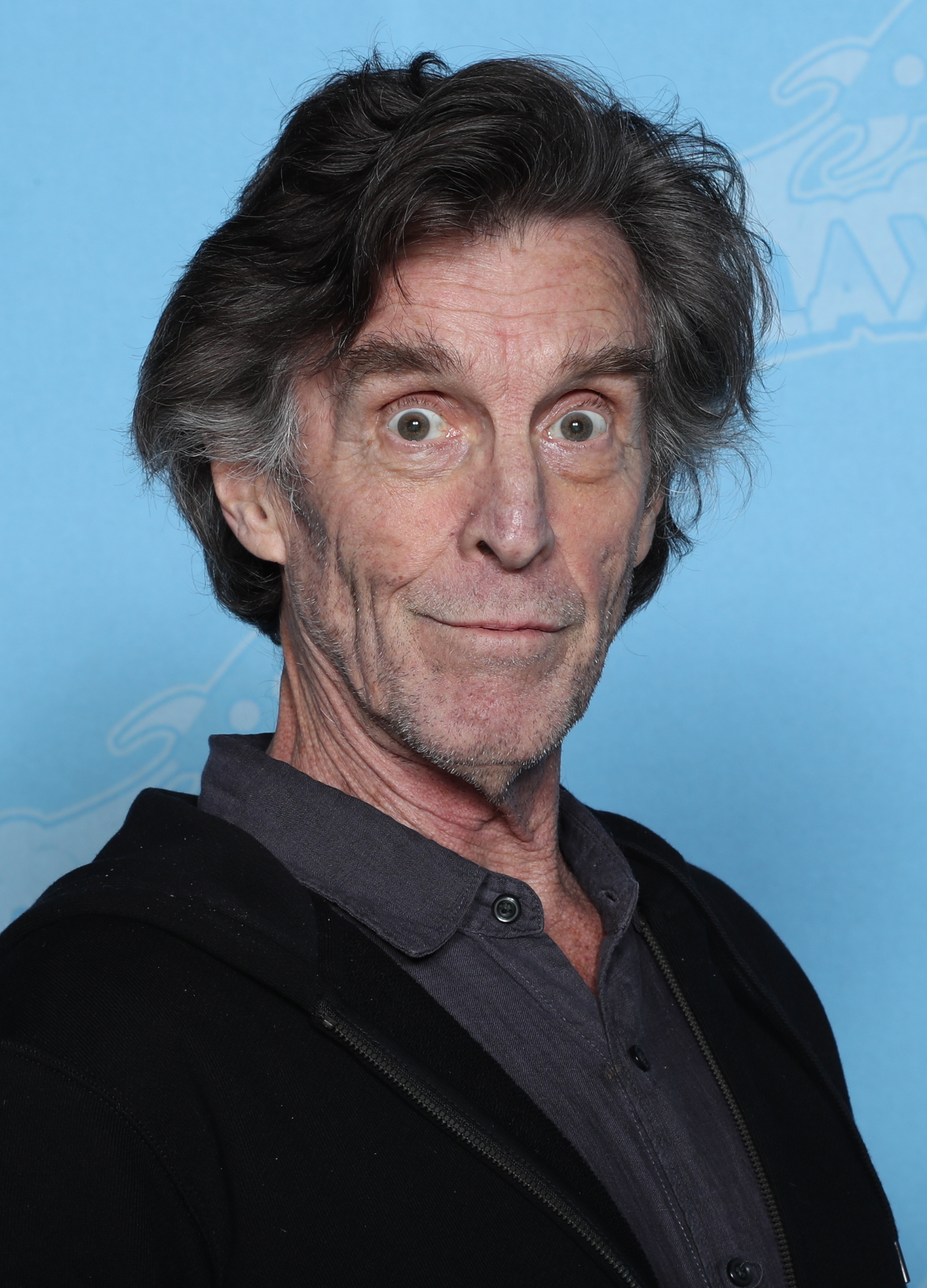
John Glover, interprete di Verad

## Filmografia
- Star Trek: Deep Space Nine - serie TV, 176 episodi (1993-1999)

## Libri (parziale)

### Romanzi
- (EN) John Vornholt, Antimatter, collana Star Trek: Deep Space Nine, n. 8, New York, Pocket Books, 1994, ISBN 067188560X.
- (EN) Greg Cox e John Gregory Betancourt, Devil in the Sky, collana Star Trek: Deep Space Nine, n. 11, New York, Pocket Books, 1995, ISBN 0671881140.
- (EN) Diane Carey e Ronald D. Moore, Trials and Tribble-Ations, collana Star Trek: Deep Space Nine, New York, Pocket Books, 1996, ISBN 0671009028.
- (EN) David Mack, Zero Sum Game, collana Star Trek: Typhon Pact, n. 1, New York, Pocket Books, 2010, ISBN 1439191646.